# اشتفان تودور
اشتفان تودور (انگلیسی: Ștefan Tudor; ۳ march ۱۹۴۳ – ۱۵ فوریهٔ ۲۰۲۱) قایقران روئینگ اهل رومانی بود.
وی در مسابقات کشوری و بین‌المللی در مجموع برندهٔ ۱ مدال طلا، ۳ مدال برنز شده‌است.